# Motu One (Ilhas da Sociedade)
Motu One, também denominado Bellinghausen, é um atol nas Ilhas de Sotavento (arquipélago da Sociedade), nas Ilhas da Sociedade, na Polinésia Francesa. Está situado a 550 km a noroeste de Taiti. Faz parte da comuna de Maupiti. É desabitado.